# Cris Campion
Cris Campion (ur. 1 września 1966 w Wersalu) – francuski aktor telewizyjny i filmowy.

## Życiorys
Urodził się w Wersalu. Mając 20 lat po raz pierwszy pojawił się na kinowym ekranie w komedii przygodowej Romana Polańskiego Piraci (Pirates, 1986), a jego debiutancka rola Jeana-Baptiste "Żaby" zdobyła nominację do nagrody Césara dla Najbardziej Obiecującego Aktora. Dostał się do obsady komedii Roberts Altmana Poza terapią (Beyond Therapy, 1987) z Jeffem Goldblumem. Rola Pierre'a Nabouleta biednego farmera dzierżawcy w dramacie wojennym Pole honoru (Champ d'honneur, 1987) przyniosła mu kolejną nominację do nagrody Césara.
W wojennym dramacie telewizyjnym BBC Hańba i chwała (Fall from Grace, 1994) wystąpił wraz z Jamesem Foxem, Michaelem Yorkiem, Patsy Kensit i Wojciechem Pszoniakiem. Pojawił się także w dwóch odcinkach serialu Frank Riva (2004) z tytułową rolą Alaina Delona i udziałem Mireille Darc.

### Życie prywatne
W 1993 roku był związany z aktorką Anny Duperey, którą poznał na planie filmu Charlemagne, książę na koniu (Charlemagne, le prince à cheval, 1993).

## Filmografia

### filmy fabularne
- 1986: Piraci (Pirates) jako Żaba-Jean-Baptiste
- 1987: Champ d’honneur jako Pierre Naboulet
- 1987: Poza terapią (Beyond Therapy) jako Andrew
- 1987: Aria (Les Boréades)
- 1988: La Fleur du peau jako Brand
- 1988: Klient (Le Client)
- 1991: Fortune Express jako Pascal Perkiss
- 1992: Cash Academy (Sup de fric) jako Victor Dargelas
- 1992: Ma soeur, mon amour jako Gaetan Messier
- 1994: Taxandria jako Klooster
- 2003: Twoje ręce na moich biodrach (Laisse tes mains sur mes hanches) jako muzyk na cygańskich urodzinach

### filmy TV
- 1990: The Day of Reckoning jako John
- 1994: Hańba i chwała (Fall from Grace) jako Pierrot
- 1994: Le Voyage d'Eva
- 1996: Flics de choc: La dernière vague jako Le Chat
- 2005: La Tête haute jako Pitard
- 2005: Les Vagues jako Franck
- 2005: Brasier jako Jérôme

### seriale TV
- 1988: The Ray Bradbury Theater jako Terwilliger
- 1988: Czas obojętności (Indifferenti, Gli) jako Michele
- 1991: Haute tension
- 1992: Kroniki młodego Indiany Jonesa (The Young Indiana Jones Chronicles) jako Porucznik Gaston
- 1990: Les Cadavres exquis de Patricia Highsmith – odcinek pt. La ferme du malheur jako Jean Arnaud
- 1993: Karol Wielki (Charlemagne, le prince à cheval) jako Pépin le Bossu
- 1995: Navarro jako Antoine Negri
- 1996: La Femme de la forêt jako Bertrand
- 1998: Le Bahut
- 1998: Hors limites jako Cyril Lombard
- 2000-2002: Une famille formidable jako Vincent
- 2001: Marie Fransson jako Atlas
- 2001: Méditerranée jako Marco
- 2003: Julie Lescaut jako Berteau
- 2004: Frank Riva jako Stan Duval
- 2006: P.J. jako Jean-Marie Vergnes
- 2007: Greco jako Joseph Miller